# Abelitz (Fluss)
Die Abelitz ist ein etwa 20 Kilometer langer Fluss, den man in Ostfriesland auch Tief nennt, von Marienhafe bis zur Mündung in das Alte Greetsieler Sieltief. Der Name wird als tautologische Zusammensetzung des urgermanischen Wortes apa (=Gewässer) mit dem friesischen Appellativ Letzte (=Fließwasser) gedeutet.
Sie ist 20 Kilometer lang, bis zu 12 Meter breit, bis zu 1,50 Meter tief und mit Booten bei einem Tiefgang von bis zu 1,20 Metern mit maximal 5 km/h befahrbar. Die Uferbereiche der Abelitz sind oft naturnah und mit Röhricht bewachsen. Es gibt mehrere Nebenläufe, die kleine Inseln umschließen oder durch Feuchtgebiete verlaufen. Der Fluss ist sehr fischreich und als gutes Angelrevier bekannt.
Die Vogelwelt auf und an der Abelitz ist vielfältig. Zur Brutzeit sind Wasserwanderer und Angler zu entsprechend rücksichtsvollem Verhalten aufgefordert.
Mit Moordorf ist die Abelitz durch den Abelitz-Moordorf-Kanal verbunden.